# Limersheim
Limersheim (in alsaziano Limersche) è un comune francese di 664 abitanti situato nel dipartimento del Basso Reno nella regione del Grand Est.

## Società

### Evoluzione demografica
Abitanti censiti